# Fernando Ferretti
Fernando Ferretti, genannt Ferretti, (* 26. April 1949 in Rio de Janeiro; † 29. August 2011 in Araruama) war ein brasilianischer Fußballspieler und Futsaltrainer. Futsal ist an dieser Stelle kein Schreib- oder Tippfehler, sondern ist die vom Weltfußballverband FIFA anerkannte Variante des Hallenfußballs.
Er startete seine Profikarriere beim Botafogo FR aus Rio de Janeiro, nachdem er auch bereits seine Jugendjahre zum Teil dort verbrachte. Mit diesem feierte er 1968 seine größten Erfolge als brasilianischer Meister beim Taça Brasil sowie als Torschützenkönig in diesem Wettbewerb. 1968 war Mitglied des Teams bei den Olympischen Spielen. 1971 war er in einen Spielertausch mit dem FC Santos verwickelt. Botafogo gab Ismael Moreira Braga, Rogério Hetmanek und Ferretti für die Verpflichtung von Carlos Alberto ab.
Sein Bruder Ricardo Ferretti war ebenfalls als Spieler und Trainer aktiv.

## Erfolge
Botafogo
- Taça Guanabara: 1967, 1968
- Staatsmeisterschaft von Rio de Janeiro: 1967, 1968
- Taça Brasil: 1968

CSA
- Staatsmeisterschaft von Alagoas: 1975

Ceará
- Staatsmeisterschaft von Ceará: 1977

Auszeichnungen
- Brasilianischer Torschützenkönig: 1968